# Fridrik III. Krčki (Frankapan)
Fridrik III. Krčki (?, druga polovica 13. st. - ?, nakon 29. travnja 1333.), hrvatski velikaš; krčki knez te vlasnik Modruša, Vinodola, Senja, Drežnika i Slunja iz obitelji knezova Krčkih kasnije prozvane Frankopani. Bio je moćan velikaš i vrlo aktivan u političkom životu Kraljevine Hrvatske i Dalmacije te Istre.
Bio je jedini sin krćkog kneza Dujma II. († 1317.). Oko 1308. sudjeluje u izmirenju između Krka i Rabljana koji su bili napali i poharali otok Krk. Spominje se 1315. godine zajedno s ocem Dujmom II. kao trajni gospodar grada Senja. Godine 1319. položio je prisegu vjeronosti Mlečanima te je dobio od njih dio Krčkog kneštva koji je dotada pripadao knezu Vidu V., sinu Ivana III., nakon čega je Fridrik III. preuzeo vodstvo u obitelji i ušao u savez s Habsburgovcima.
Godine 1322. stao je na stranu hrvatsko-ugarskog kralja Karla I. Anžuvinca (1301.-1342.) u sukobu protiv nasljednog hrvatskog i bosanskog bana Mladena II. Bribirskog (1312.-1322.), na što mu je kralj potvrdio posjed Modruša i Vinodola te tobožnju darovnicu iz 1260. godine za grad Senj. Iduće godine dobio je od kralja Drežničku županiju i grad Slunj te potvrdu ranije darovnice.
Godine 1326. Fridrik III. je pomogao, zajedno s knezovima bribirskim, banu čitave Slavonije Mikcu Mihaljeviću slomiti otpor pobunjenih hrvatskih i slavonskih velikaša na čelu s Babonićima, Kurjakovićima i Nelipićima. Međutim, kada je na području između Cetine i Zrmanje prevladao mletački utjecaj, Fridrik III. je prešao u suprotni tabor i suprotstavio se kralju Karlu I.
Sljedeće godine upleo se u događaje u Istri gdje su se sukobljavali interesi Venecije i Akvilejske patrijaršije te je pomogao grad Pulu u sukobu protiv Mlečana. Godine 1331. spominje se kao načelnik grada Mugggia, a godinu kasnije Mlečani traže pomoć od njega u rješavanja problema grada Kožljaka u Istri.
Njegove naslove i posjede nasljedili su njegovi sinovi Bartol VII. i Dujam III.